# Rebelión de 1947
Rebelión de 1947, conocida también como Rebelión indígena de 1947 es el nombre que recibe en Bolivia una serie de levantamientos en diferentes regiones del país, en términos de la socióloga  Rivera Cusicanqui se trataba de un ciclo rebelde,  los levantamientos incluyeron poblaciones de los departamentos de  Chuquisaca,  Cochabamba, La Paz, Oruro y Potosí.   
Estos eventos se dieron tras la caída del presidente Gualberto Villarroel, colgado un año antes durante una revuelta en La Paz, durante su gobierno se había llevado a cabo el primer Congreso Indigenal del país y se habían promulgado normativas que buscaban mejorar la situación de tenencia de tierras y otros derechos de las comunidades indígenas.

## Antecedentes

### Primer Congreso Indigenal
En 1945 se había llevado a cabo el Primer Consejo Indigenal  durante la presidencia de Gualberto Villarroel entre los resultados se hallaba la resolución de abolir la servidumbrea la que se hallaban sometidos los indígenas en los hechos, el presidente resolvió abolir el pongueaje y el mitanaje, sistemas de esclavitud y explotación ampliamente difundidos.
A este evento fueron convocados indígenas de diversas regiones.

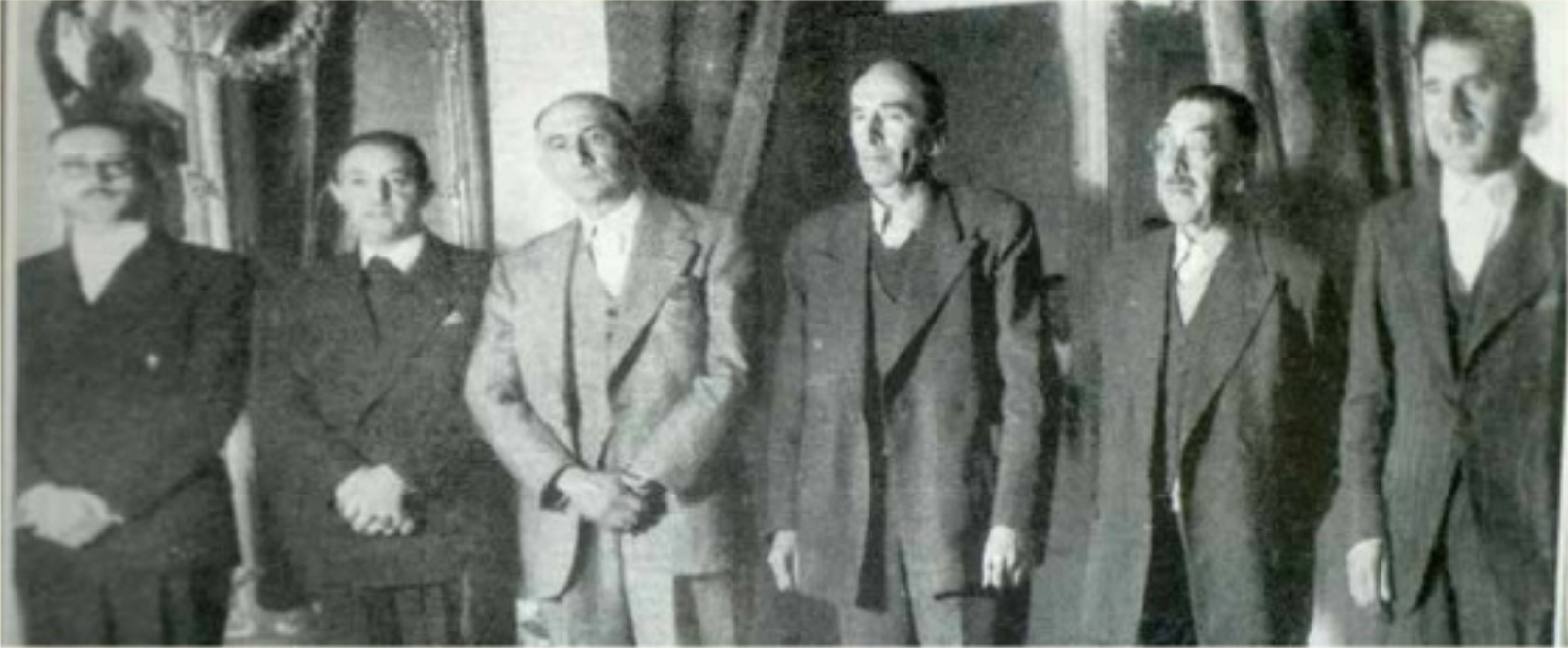
La junta de Gobierno que sucedió a la caída de Gualberto Villarroel.

## Cronología

### 1946
Tras la caída de VIllarroel, a finales  de 1946 se sublevan las poblaciones de Churigua en Cochabamba, Tarvita en Chuquisaca y Topohoco en La Paz.

### 1947

#### Enero a marzo
El primer levantamiento se produce en Pucarani, allí 200 caciques indígenas exigieron:
- Ejercer el derecho a la sindicalización
- Nuevas escuelas
- Abolición del pongueaje.

Entre enero y marzo de 1947 la agitación se propagó a Aygachi, y toda la provincia Los Andes de La Paz, y a la provincia Ayopaya en los altos de Cochabamba, se calcula que sólo en Ayopaya los levantamientos sumaron entre 3000 y 10000 personas.
Los levantamientos hallan eco en Oruro y en los valles de diferentes departamentos se suman: Eucaliptus, Aroma, Mohoza, Challa, Tapacarí y Arque. 

### Poblaciones implicadas
Poco a poco varias poblaciones fueron sumándose, además de las ya citadas se involucraron Tacanaca en el departamento de La Paz, Norte de Potosí, Yayani, Tirita, Morochata en  el departamento de Cochabamba.

### Represión estatal
El Estado asumió el rol de reprimir los levantamientos, entre las represiones más violentas se cuenta la realizada en Ayopaya que incluyó la actuación del cuerpo de aviación.